# امپانی
امپانی (به انگلیسی: Ampani) یک منطقهٔ مسکونی در هند است که در اوریسا واقع شده‌است.

## خصوصیات
امپانی ۴٬۶۲۲ نفر جمعیت دارد و ۳۱۳ متر بالاتر از سطح دریا واقع شده‌است.